# Daniellia oblonga
Daniellia oblonga är en ärtväxtart som beskrevs av Daniel Oliver. Daniellia oblonga ingår i släktet Daniellia, och familjen ärtväxter. IUCN kategoriserar arten globalt som sårbar. Inga underarter finns listade i Catalogue of Life.